# 阿其克库勒河
阿其克库勒河（維吾爾語： ئاچچىق كۆل ‎，拉丁维文：Achchiq köl,  ，“苦湖”之意），位于中华人民共和国新疆维吾尔自治区若羌县西南部羌塘高原地区的一条河流，起自泉水湖，自西向东流，穿行在北为库木巴彦山南麓、南为昆仑山主脉北麓的宽谷之间，汇入阿其克库勒湖。河长65千米，流域面积4691平方千米，年均径流量约1.4亿立方米。